# Kuhtor (Duisburg)

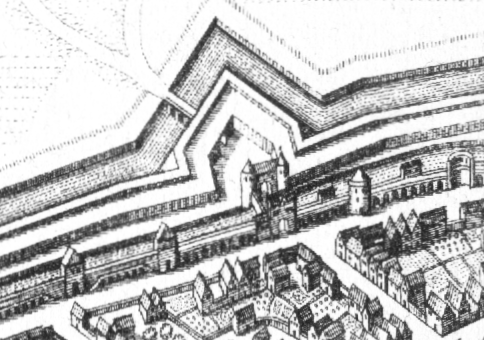
Das Kuhtor 1647

Das Kuhtor in Duisburg war eines der Haupttore der mittelalterlichen Befestigung der Stadt. Seine historische Bezeichnung lautete auch Koeport (niederfränkisch/niederländisch: /ˈkuːpɔrt/). Es bestand wahrscheinlich mit dem Mauerbau seit dem 12. Jahrhundert, gesichert mit der Mauer des späten 13. Jahrhunderts. Noch vor dem Ende des Dreißigjährigen Krieges wurde es um eine Bastion erweitert. 1833 wurde das Kuhtor als letztes Duisburger Stadttor abgerissen. 
Es lag an der Kuhstraße, zwischen Sonnenwall und Kuhlenwall, im Übergang zur heutigen Königstraße, der Fußgängerzone in der heutigen Innenstadt Duisburgs. Neben dem Kuhtor sind die Namen fünf weiterer Duisburger Stadttore überliefert, die  im Corputius-Plan erkennbaren: Schwanentor, Stapeltor und Marientor; dazu das Liebfrauentor (Liefkenporte) im 13. Jahrhundert und das Fischetor aus dem 14. Jahrhundert.
Das Kuhtor ist heute auch Name des Platzes an der Stelle des alten Stadttores.
Koordinaten: 51° 26′ 1,1″ N, 6° 45′ 52,6″ O